# Прича о мумији
Прича о мумији је хорор филм из 1998. године, у режији Расела Малкахија, са Џејсоном Скотом Лијем, Џеком Давенпортом, Луизом Ломбард и Кристофером Лијем у главним улогама.

## Радња
Велики фараон Аменхотеп је своју ћерку оженио странцем по имену Талос. Испоставило се да је нови принц Египта окрутни и крвожедни црни маг. По наређењу фараона, Талос је убијен, а на његову гробницу је стављена вечна клетва. Али на дан Велике параде планета, Талос може да се врати у живот ако му се отвори гроб. У 20. веку, археолошка експедиција је пронашла Талосову гробницу. Принчев саркофаг се транспортује у Британски музеј. Ближи се дан Велике планетарне параде, када ће страшни дух зла наћи слободу. Мумија оживљава и почиње хладнокрвно да убија људе и узима им изнутрице. Само археолог Саманта и детектив Рајли могу да спрече нову реинкарнацију Талоса.

## Улоге
| Глумац         | Улога                  |
| -------------- | ---------------------- |
| Џејсон Скот Ли | Рајли                  |
| Луиз Ломбард   | Саманта Теркел         |
| Шон Пертви     | Бредли Кортезе         |
| Лизет Антони   | Др Клер Малруни        |
| Мајкл Лернер   | Професор Маркус        |
| Џек Давенпорт  | Детектив Бартоун       |
| Онор Блекман   | Капетан Шеј            |
| Кристофер Ли   | господин Ричард Теркел |
| Шели Дувал     | Едит Буртос            |
| Џерард Батлер  | Бурк                   |
| Џон Полито     | Парсонс                |
| Ронан Виберт   | младић                 |
| Бил Тричер     | Стјуарт                |
| Елизабет Пауер | Мери                   |
| Роџер Мориси   | Мумија                 |